# Эвтимен
Эвтиме́н из Массали́и (др.-греч. Ευθυμένης ο Μασσαλιώτης) — древнегреческий мореплаватель из Массалии, совершивший предположительно в VI веке до н. э. путешествие по Атлантическому океану: вдоль побережья Северной Африки и, возможно, в других водах. Отчёт Эвтимена о плавании (перипл) не сохранился: о его существовании известно из упоминания в труде позднеантичного географа Маркиана Гераклейского.

## Датировка
Вопрос о том, в какую эпоху жил Эвтимен, остаётся открытым; неизвестны и цели его путешествия. Ряд исследователей полагает, что Эвтимен был современником Пифея, то есть жил в IV веке до н. э., другие относят его к концу VI века до н. э. Высказывается предположение, что его плавание представляло собой попытку массалиотов колонизовать побережье Африки, чему вскоре воспротивились враждебные им карфагеняне. В этом случае правильной может быть лишь более ранняя дата: плавание Эвтимена с большей вероятностью могло состояться до того, как Карфаген на несколько столетий закрыл чужеземным кораблям доступ в Гибралтарский пролив и завоевал господство на море в Западном Средиземноморье.
Когда именно карфагеняне установили полный контроль над Гибралтаром, неизвестно; самой ранней датой могла быть морская битва при Алалии (между 540 и 535 годами до н. э.), самой поздней — договор о мореплавании 510/509 года до н. э. между Карфагеном и Римом, по которому последний признал закрытие пролива. Поэтому наиболее обоснованной является гипотеза о том, что Эвтимен совершил своё путешествие около 530 года до н. э.

## Маршруты плаваний

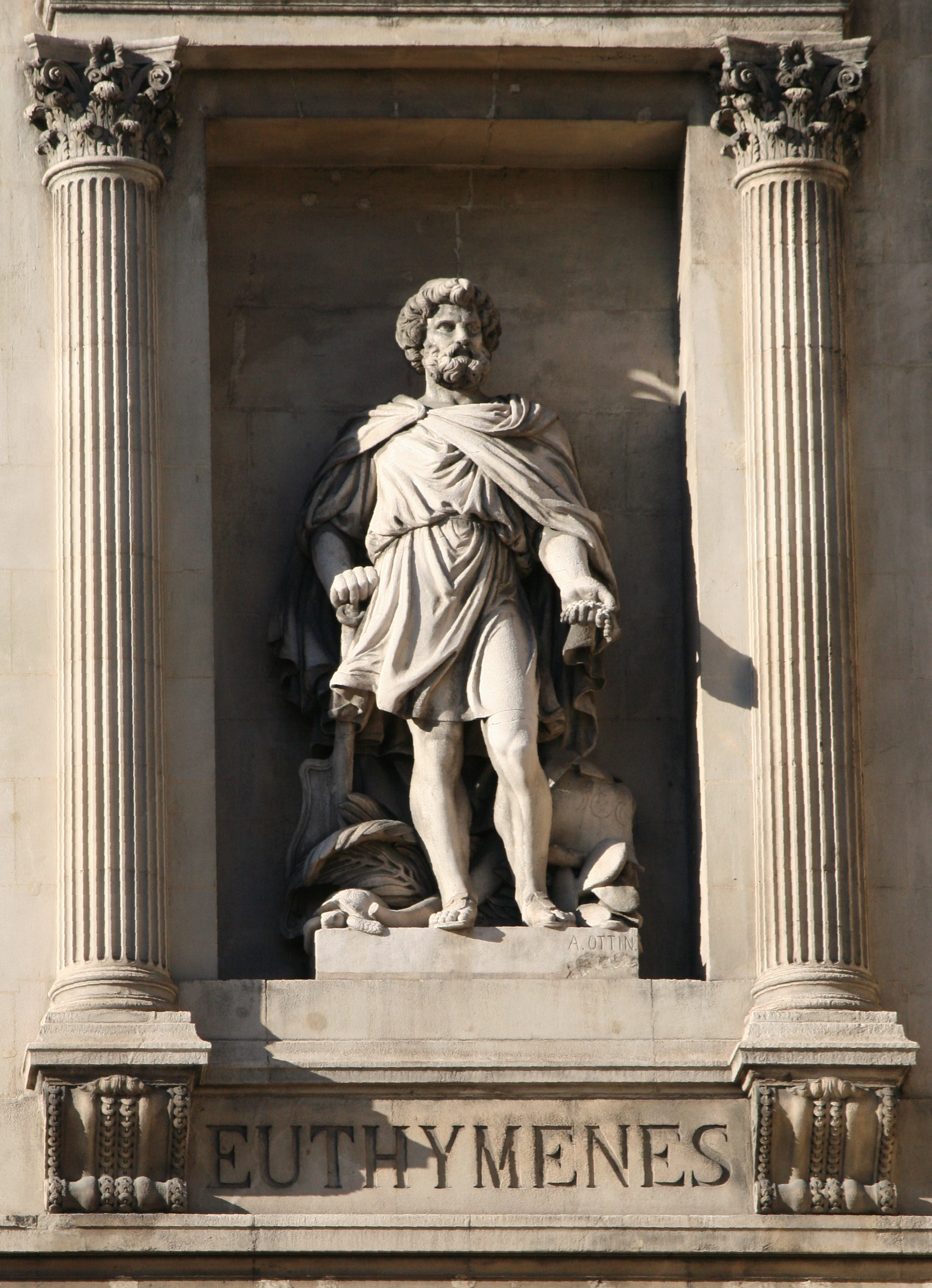
Памятник Эвтимену работы Огюста Оттена на фасаде
Дворца биржи (Марсель)

Эвтимен, по-видимому, заплыл довольно далеко на юг. Маркиан Гераклейский указывает, что он открыл реку, в которой водились крокодилы и бегемоты, — скорее всего, это был Сенегал, хотя необходимо учитывать, что в I тысячелетии до н. э. климатические условия были иными, чем сейчас, и эти животные обитали и во многих других реках Северной Африки. Обнаружение крокодилов в какой-либо западноафриканской реке неизбежно должно было вызвать предположение, что она связана с Нилом. Ведь ещё во времена Александра Македонского считалось, что крокодилы водятся только в Ниле. Поэтому вполне вероятно, что именно Эвтимен был автором остроумной, хотя и ошибочной гипотезы о причинах загадочного летнего паводка на Ниле: согласно ей паводок вызывается пассатами, которые гонят огромные массы морской воды в мифический рукав Нила, впадающий в Атлантический океан. Убеждение в том, что Нил направляет свои воды в Атлантику через какой-то рукав, сохранилось до Позднего Средневековья; ещё арабы предполагали, что Нигер — это «Нил негров». Цитату из Эвтимена на эту тему приводит Сенека:

Я совершил плавание по Атлантическому морю. Оттуда течёт Нил, река, наиболее полноводная в период пассатных ветров, так как они нагнетают морскую воду. Когда же пассатные ветры утихают, море успокаивается, и вследствие этого сила течения Нила уменьшается. Впрочем, морская вода здесь пресна на вкус, а водяные животные напоминают нильских.

А. Шультеном было высказано предположение, что плавания Эвтимена по Атлантическому океану легли в основу описания древнего каботажного судоходства между Уэссаном и Массалией. На этом описании основано созданное 900 лет спустя географическое стихотворное произведение Авиена «Морские берега». Не названный Авиеном автор хорошо знал побережье и дал точные сведения, немного испорченные добавлениями самого поэта.
Перипл, которым пользовался Авиен, был последним источником, где Тартесс упоминался как неразрушенный город; его автору уже ничего не известно о судоходстве по Гибралтарскому проливу. Напротив, он говорит о сухопутной дороге по Испании между Тартессом и Майнакой. Следовательно, этот перипл относится к тому периоду, когда жил Эвтимен, и весьма вероятно, что последний объехал не только африканское, но и европейское побережье Атлантического океана. Если такая атрибуция источника Авиена верна, то можно предположить, что плавание вдоль побережья Африки было предпринято Эвтименом незадолго до закрытия Гибралтарского пролива, а вдоль побережья Европы — вскоре после этого.
По альтернативной точке зрения перипл Эвтимена представлял собой вымысел, основанный на географических представлениях того времени.

## В литературе
- Эвтимен является персонажем романа Фердинана Лаллемана «Пифей. Бортовой дневник античного мореплавателя» (1956).